# Tori Jarosz
Tori Jarosz (ur. 18 sierpnia 1992 w Cortlandt Manor) – amerykańska koszykarka, występująca na pozycjach silnej skrzydłowej lub środkowej.
W 2016 spędziła obóz szkoleniowy z zespołem WNBA – Dallas Wings.
4 września 2020 dołączyła do CTL Zagłębia Sosnowiec.

## Osiągnięcia
Stan na 16 listopada 2021, na podstawie, o ile nie zaznaczono inaczej.
NCAA
- Uczestniczka rozgrywek turnieju NCAA (2013, 2014)
- Mistrzyni:
  - turnieju konferencji Metro Atlantic Athletic (MAAC – 2013, 2014)
  - sezonu regularnego MAAC (2013, 2014)
- Zawodniczka roku konferencji Metro Atlantic Athletic (2016)
- Zaliczona do:
  - I składu:
    - MAAC (2015, 2016)
    - turnieju MAAC (2015)
    - mistrzostw turnieju MAAC (2016)
    - ECAC (2016)
    - All-Met (2016)
- Zawodniczka tygodnia MAAC (2 x 2014/2015, 4 x 2015/2016)

Drużynowe
- Uczestniczka rozgrywek Eurocup (2016/2017)

Indywidualne
(* – nagrody przyznane przez portal eurobasket.com)
- Zaliczona do składu honorable mention ligi greckiej (2019)*